# فيليب، أمير يولنبورغ
كان فيليب، أمير يولنبورغ وهيرتفيلد، وكونت ساندلز (12 فبراير 1847-17 سبتمبر 1921) دبلوماسيًا في الإمبراطورية الألمانية ذو نفوذ كبير اكتسبه من خلال الصداقة الوثيقة التي تربطه بالقيصر فيلهلم الثاني، إمبراطور ألمانيا.
لعب يولنبورغ دورًا محوريًا في دائرة ليبنبورغ، وهي مجموعة من الأرستقراطيين المهتمين بالفنون ضمن حاشية فيلهلم الثاني؛ ولعب دورًا مهمًا أيضًا في صعود برنارت فون بولوف، ولكنه واجه نكسة سياسية مدوية أسقطته من السلطة في عام 1907 بسبب فضيحة.

## المسيرة الدبلوماسية والفنية
انضم يولنبورغ إلى الخدمة المدنية البروسية، وبدأ مسيرته باستلامه منصب قاضي في محكمة ابتدائية في بلدة ليندو ببراندنبورغ، قبل ترقيته إلى محكمة عليا في نويروبين. ترك هذا المنصب بعد عامين فقط للعمل قاضيًا في وزارة الخارجية. عُيِّنَ يولنبورغ سكرتيرًا ثالثًا في السفارة الألمانية في باريس في يناير 1881، حيث عمل تحت إشراف السكرتير الثاني برنارت فون بولوف، الذي أصبح فيما بعد صديقًا مقربَا له. عانى يولنبورغ، المعروف بحساسيته المفرطة، بشدة من وفاة ابنته أستريد البالغة من العمر عامين بسبب مرض السكري في 23 مارس 1881، وطلب مغادرة باريس، مشيرًا إلى عدم قدرته على العيش في نفس المدينة التي ماتت ابنته فيها.
انتقل يولنبورغ، بعد ستة أشهر فقط في باريس، إلى السفارة البروسية في بافاريا بميونيخ، حيث خدم لمدة سبع سنوات. لم يكن متحمسًا لعمله الدبلوماسي، وأمضى معظم وقته منغمسًا في المشهد الثقافي في ميونيخ. أدرك يولنبورغ خلال فترة وجوده في ميونيخ أن شخصيته البالغة الحساسية لا تنسحم مع طبيعة العمل السياسي، وأصبح مهتمًا بالفنون بشكل متزايد. نشر في عام 1884 قصة ذاتية بعنوان "قصة ماركية من نوع آخر" تتناول موضوع شاب حساس وفنان لديه أم محبة وأب صارم يدفعه نحو ممارسة مهنة عسكرية بينما يطمح هو إلى الفن، وهو أمر تفهمته والدته.
كتب يولنبورغ العديد من الرسائل إلى والدته، والتي كان دائمًا يربط «ذاته الحقيقية» بها، إذ اعتبرها أنها الوحيدة القادرة على فهمه بطريقة لم يستطع والده فعلها أبدًا. كتب يولنبورغ لاحقًا عن والده: «كان مشبعًا بأخلاق بروسيا العملية، وسعى حتمًا إلى توجيهي نحوها بينما كان الكثير من الإلهام كامنًا في مخيلتي». أما عن والدته، فكتب: «كانت أمي، التي أحببتها بعمق، الشخصية المثالية التي ملأت كياني بحب لا حدود له، وأثارت إلهامي. شغلت الموسيقى والرسم والشعر أفكارها، ومارست الفنون بموهبة وفهم، فقد تأثرت بها كثيرًا بنفس الطريقة التي تأثرت بها أيضًا».
كان يولنبورغ مهتمًا جدًا بالموسيقى، وحقق نجاحًا كبيرًا ككاتب للأغاني القصصية. كتب سلسلة من الأغاني «الشمالية الصوفية» مثل أتلانتس، وغورم، وقوة الربيع، وأغنية مهد شمالية قديمة، وحكاية الحرية، وأغاني الإسكندنافيين القدماء. كانت أكثر أعمال يولنبورغ الموسيقية نجاحًا هي أغاني الورد، والتي وصفها المؤرخ الألماني نورمان دوميير بأنها سلسلة من أغاني الحب العاطفية «الزائفة والرخيصة» التي حظيت بشعبية كبيرة بين الجمهور، وبيعت منها أكثر من 500 ألف نسخة. بالإضافة إلى تأليف الموسيقى، كان يولنبورغ أيضًا كاتبًا مسرحيًا. حققت مسرحيته الأولى، مارغو، نجاحًا كبيرًا عند عرضها لأول مرة في ميونيخ في عام 1885، وحققت مسرحيته الثانية دير سيسترن (نجم البحر) نجاحًا أكبر عندما عُرضت لأول مرة في برلين في عام 1887.

## الروحاني وصاحب نظرية المؤامرة
كان يولنبورغ متعصبًا معاديًا للكاثوليكية بشكل قاطع، واعتبر الكنيسة الكاثوليكية قوة شريرة تتآمر لتدمير بروسيا البروتستانتية، فطور نتيجة لذلك نظرية مؤامرة معقدة.
كان يولنبورغ، مثل العديد من المحافظين البروسيين البروتستانتيين الآخرين، مقتنعًا بأن الكنيسة الكاثوليكية تسعى إلى تقسيم الرايخ الموحد وإعادة ألمانيا إلى مجموعة من الدول المستقلة، إذ بدأ ذلك منذ توحيد ألمانيا تحت قيادة بروسيا البروتستانتية في عام 1871.
كان الأرشيدوق فرانتس فرديناند، وريث العرش النمساوي، كاثوليكيًا متدينًا لم يعجبه يولنبورغ شخصيًا. يعتقد يولنبورغ أن حادثة مايرلينغ في عام 1889، عندما قتل الوريث النمساوي السابق، الأرشيدوق رودولف، نفسه وعشيقته، كانت في الواقع جريمة قتل وقعت على يد عملاء الفاتيكان، وأن فرانتس فرديناند كان دمية في يد الفاتيكان، وأنه كان يخطط لشن حرب ضد ألمانيا بالتحالف مع روسيا وفرنسا عندما يعتلي العرش النمساوي. كان الغرض من هذه الحرب الدينية المخطط لها هو تقسيم ألمانيا، وإرساء سيادة الاتحاد الكاثوليكي بقيادة النمسا وبافاريا أيضًا (باعتبارها «القوة الكاثوليكية المهيمنة») على بروسيا.
اعتقد يولنبورغ أيضًا أن عناصر من الحكومة البافارية وحزب الوسط الألماني متورطون أيضًا في هذه المؤامرة الكاثوليكية. حاول يولنبورغ منع هذه المؤامرة الكاثوليكية المزعومة، فأصر على أن لا تتعاون حكومة الرايخ أبدًا مع حزب الوسط بأي شكل من الأشكال، وأن تضمن بقاء الحزب الليبرالي الموالي لبروسيا في السلطة في بافاريا. هذا يعني أن حكومة الرايخ اضطرت إلى تجنب السياسات المحافظة المتطرفة التي من شأنها أن تفرّق الليبراليين البافاريين.
دعا يولنبورغ، على الرغم من ميوله اليمينية المتطرفة، إلى سياسات محافظة معتدلة. صوِّرَت هذه المفارقة في مقال نشره في عام 1896 اشتكى فيه من أن «النقطة الأكثر إيلاما للرايخ الألماني الجديد» كانت للأسف «التقليد البروسي القديم» الذي يجب أن يتكيف مع «ليبرالية المواطن الألماني العادي» (أي الطبقة الوسطى).
كان اهتمام يولنبورغ الرئيسي هو السحر والتنجيم إلى جانب الفنون، فكان هذا «اللوثري بالاسم» يؤمن بحقيقة وجود الأشباح والأرواح، وقضى الكثير من وقته في استشارة العرافين والوسطاء والروحانيين في محاولات للاتصال بعالم الأرواح. كتب الكونت كونو رانتزاو، بعد انتقال يولنبورغ من ميونيخ إلى يولدنبورغ في عام 1888: «أتمنى ليولنبورغ كل التوفيق، ولكنني سعيد جدًا الآن لأنه يستطيع لعب دوره الروحاني في مكان مختلف». رد يولنبورغ على أخته، التي كتبت إليه لتشتكي من أن أنشطته الروحانية من المحتمل أن تحرج القيصر في فبراير 1889، ليقول: «إن قلقك بشأن روحانية القيصر لا داعي له. نحن تحدثنا عن هذه الأمور عندما كان ما يزال الأمير فيلهلم، تمامًا كما تتحدثين عن كل شيء للشخص الذي يُعتبر صديقك. كيف يمكن للقيصر الآن أن يتوقف فجأة عن الحديث عنها؟ لا أستطيع أن أفعل شيئًا حيال حقيقة أنه بحلول الوقت الذي تعرفت عليه، كان الأمير فيلهلم يؤمن بالفعل وبقوّة بالأشباح وأمور أخرى مماثلة، فهي جزء من ميوله الغامضة».

### البيزنطية
كان يولنبورغ قائد دائرة ليبنبورغ، التي ضمت مجموعة من الأرستقراطيين ذوي الذوق الرفيع في الفنون. كان معظم أعضاء دائرة ليبنبورغ يعملون كدبلوماسيين، وكان القيصر يستمع إلى آرائهم. تَمَثّل نفوذ يولنبورغ في عرقلة الحرب الوقائية وأي نوع من المغامرات على الأراضي الأجنبية. تعرض يولنبورغ بدوره لانتقادات من قبل معاصريه بسبب تصرفاته الأنثوية (التأنّث)، واتهم أيضًا بأنه من دعاة السلام. نشر الكاتب والصحفي الألماني ماكسيميليان هاردن اتهامات بالمثلية الجنسية، وهي الفضيحة التي أدت أن تدمير مسيرة يولنبورغ المهنية في الخدمة المدنية لأنها دعمت النظرة السائدة عن الانحطاط الأرستقراطي بين السياسيين من الطبقة المتوسطة الاشتراكية.